# Josep Francesc Ràfols
Josep Francesc Ràfols i Fontanals (Villanueva y Geltrú, 1889 - Barcelona, 15 de enero de 1965) fue un arquitecto, pintor e historiador del arte español. Discípulo de Antoni Gaudí, fue miembro del Cercle Artístic de Sant Lluc, y fundó con Josep Llorens i Artigas el grupo artístico Agrupació Courbet.

## Biografía
Dedicado más a la teoría que a la realización de obras, entre sus construcciones cabe destacar la Casa Méndiz, en Villanueva y Geltrú (1925), así como su participación en las obras de la Sagrada Familia, obra de Gaudí, del que fue delineante entre 1914 y 1916. A la muerte de su maestro en 1926 inventarió y catalogó todo el archivo personal de Gaudí. Como pintor efectuó obras de marcada influencia cézanniana.
Profesor de Historia del Arte en la Escuela Massana (1929-1936), fue el primer biógrafo de Gaudí (Antoni Gaudí, 1928), y el primero en ocupar la Real Cátedra Gaudí de la Universidad Politécnica de Cataluña (1956-1959). Asimismo, fue uno de los primeros en escribir sobre el modernismo catalán (El arte modernista catalán, 1943; Modernismo y modernistas, 1949) y uno de los teóricos de la arquitectura novecentista a través de su obra Arquitectura del Renacimiento italiano (1926), donde su estudio sobre Brunelleschi influyó en la nueva generación de arquitectos catalanes. Autor también de Pere Blai y la arquitectura del Renacimiento en Cataluña (1934), el Diccionario Biográfico de Artistas de Cataluña (1951-1954), El arte románico en España (1954) e Historia Universal del Arte (1974).